# Cupids
Cupids es un pueblo canadiense situado en la provincia de Terranova y Labrador.

## Superficie
Cupids tiene una superficie de 10,86 km².

## Demografía
En 2021, tenía 699 habitantes, una densidad poblacional de 64,4 hab./km², y 428 viviendas.